# Vivian Sevenich
Vivian Sevenich (Winterswijk, 28 februari 1993) is een Nederlandse waterpolospeelster. Sevenich komt sinds 2020 uit voor CN Mataró in Spanje. Eerder speelde ze voor ZVL, Polar Bears, UVSE en UZSC.
Sevenich begon haar waterpolocarrière bij ZPC LIVO uit Lichtenvoorde. In 2013 ging ze spelen voor ZVL in Leiden. Met ZVL won zij het landskampioenschap, de KNZB beker en de SuperCup. In 2016-2017 kwam ze uit voor Polar Bears in Ede, samen met zus Elsemiek Sevenich en in 2017-2019 speelde ze voor het Hongaarse UVSE. Met UVSE won ze de Hongaarse landstitel en beker.
In 2012 maakte ze haar debuut op een groot internationaal toen ze deel uitmaakte van het Nederlands team dat tijdens de Europese Kampioenschappen 2012 in Eindhoven de zesde plaats bereikte. Met de Nederlandse waterpoloploeg won Sevenich goud tijdens het wereldkampioenschap van 2023 en het Europees kampioenschap van 2018 en zilver op het wereldkampioenschap van 2015 en de Europese kampioenschappen van 2014 en 2016.

## Palmares

### Nederlands team
- 2009:  WJK Khanty-Mansiysk (Rusland)
- 2010: EJK Dneprodzerzhinsk (Oekraïne)
- 2012: 6e EK Eindhoven (Nederland)
- 2013: 7e WK Barcelona (Spanje)
- 2014:  EK Boedapest (Hongarije)
- 2015:  WK Kazan (Rusland)
- 2016:  EK Belgrado (Servië)
- 2018:  EK Barcelona (Spanje)
- 2022:  WK Boedapest (Hongarije)
- 2023:  Wereldbeker Long Beach (Verenigde Staten)
- 2023:  WK Fukuoka (Japan)
- 2024:  EK in Eindhoven (Nederland)
- 2024:  Olympische Spelen